# Hélène Rémy
Pour les articles homonymes, voir Rémy (homonymie).
Hélène Rémy, née le 16 août 1932 à Paris,, est une actrice française ayant fait carrière dans le cinéma italien.

## Biographie
Elle a joué dans de nombreux films en costumes dans des productions italiennes et a également été une cover girl en raison de ses formes généreuses. Après deux premiers films dans lesquels elle n'est pas créditée au générique, elle fait ses débuts au cinéma en 1949 avec un petit rôle dans La Cage aux filles, réalisé par Maurice Cloche.
En France, elle est connue pour son rôle de Christine dans Paris sera toujours Paris. Parmi les films tournés en Italie, il y a notamment Cinque poveri in automobile (1952) de Mario Mattoli, Jeunesse (1952) de Giorgio Pàstina, et Canto per te (it) (1953), réalisé par Marino Girolami. Pour la télévision italienne, Rémy a joué en 1970 dans le feuilleton Les Jeudis de Madame Giulia, adapté du roman du même nom de Piero Chiara. Réalisé par Paolo Nuzzi et Massimo Scaglione, le film met en vedette, outre l'actrice française, Claudio Gora et Martine Brochard.
Elle a été pendant plusieurs années la compagne de l'acteur Pierre Cressoy.

## Filmographie

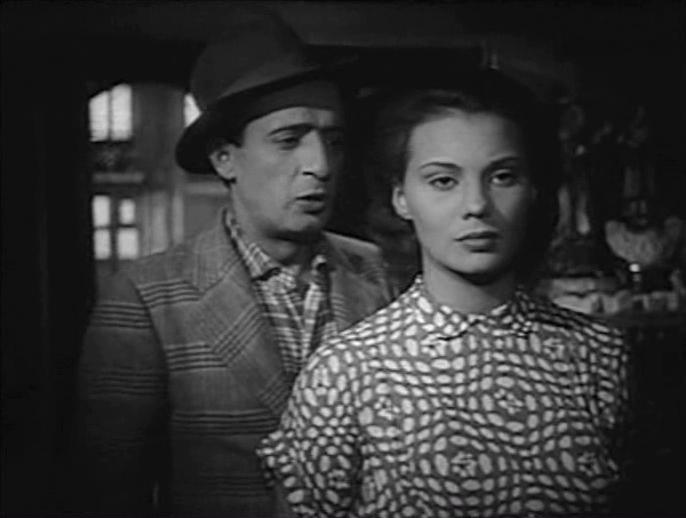
Nino Taranto et Hélène Rémy dans Un ladro in paradiso (1952).

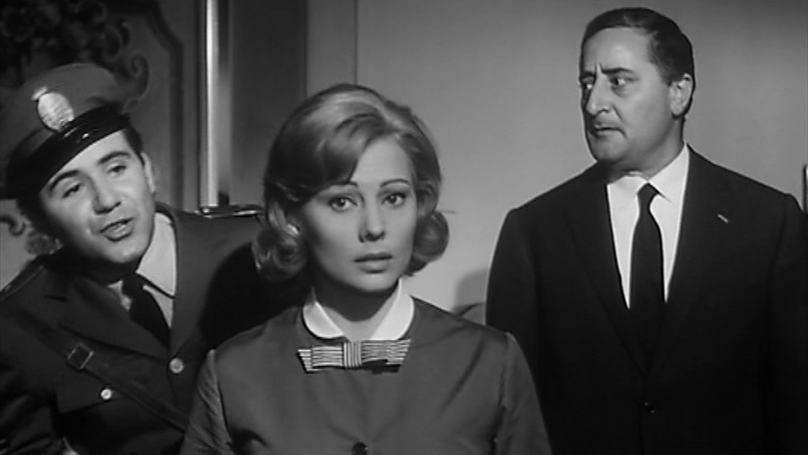
, Hélène Rémy et Mario Scaccia dans À huis clos (1961).

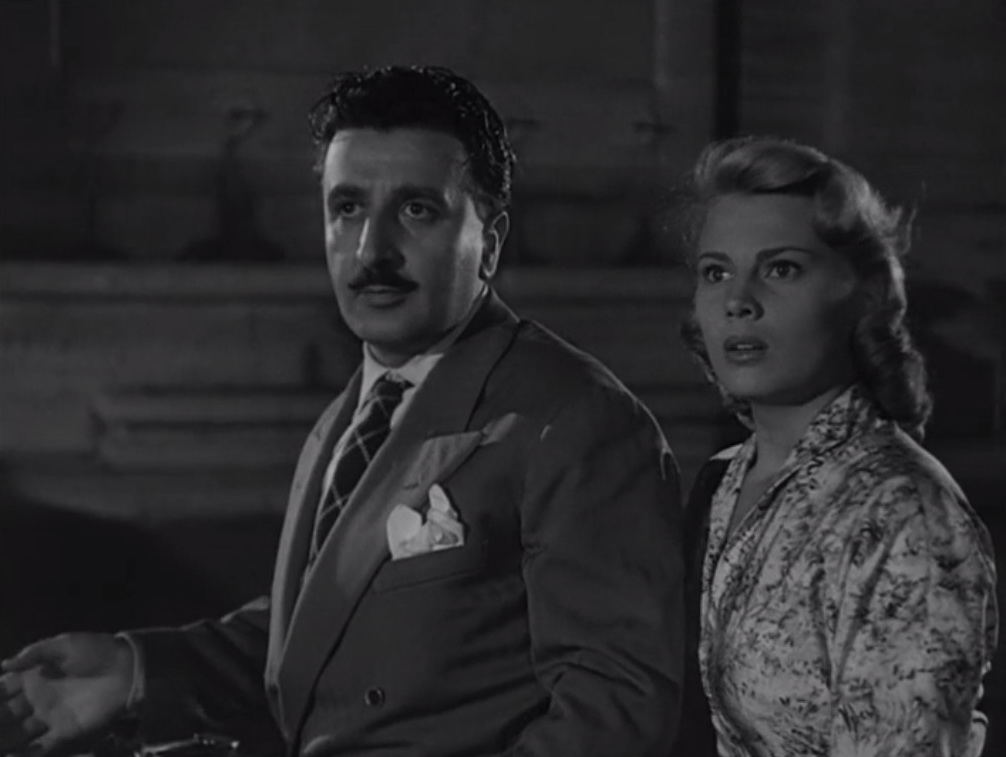
Alberto Talegalli et Hélène Rémy dans Cinque poveri in automobile (1952).

### Cinéma
- 1949 : Rendez-vous de juillet de Jacques Becker (non crédité)
- 1949 : Au royaume des cieux de Julien Duvivier : une pensionnaire de la Maison Haute Mère
- 1949 : La Cage aux filles de Maurice Cloche
- 1950 : Les Enfants terribles de Jean-Pierre Melville
- 1950 : Envoi de fleurs de Jean Stelli
- 1951 : Paris est toujours Paris (Parigi è sempre Parigi) de Luciano Emmer : Christine
- 1951 : Clara de Montargis de Henri Decoin : Aramis
- 1951 : Olivia de Jacqueline Audry
- 1952 : Jeunesse (Giovinezza) de Giorgio Pàstina : Anna
- 1952 : La trappola di fuoco (it) de Gaetano Petrosemolo (de) : Anna
- 1952 : Cinque poveri in automobile de Mario Mattoli : Gina
- 1952 : Bagne à vie (it) (Ergastolo) de Luigi Capuano : Lidia
- 1952 : Le Tourment du passé (Tormento del passato) de Mario Bonnard : Luisa
- 1952 : Un ladro in paradiso de Domenico Paolella : Nanninella
- 1952 : Et ta sœur de Henri Lepage
- 1953 : Canto per te (it) de Marino Girolami : Ana Maria Fiore
- 1953 : Siamo ricchi e poveri (it)  de Siro Marcellini : Lucia
- 1953 : Le Sac de Rome (Il sacco di Roma) de Ferruccio Cerio : Angela Orsini
- 1955 : Plus près du ciel (La catena dell'odio) de Piero Costa : Elena
- 1955 : L'Affaire des poisons de Henri Decoin : petit rôle (non crédité)
- 1955 : La moglie è uguale per tutti (it) de Giorgio Simonelli - Giulietta
- 1955 : Le Destin d'une mère (Ripudiata) de Giorgio Walter Chili : contessina Bianca Maria Sulliotti
- 1955 : Noi due soli (it) de Marcello Marchesi et Vittorio Metz : Gina
- 1955 : Le Village magique de Jean-Paul Le Chanois : Lucienne Dumas
- 1956 : Un giglio infranto (it) de Giorgio Walter Chili : Amelia Renzi
- 1957 : Maris en liberté (Mariti in città) de Luigi Comencini : Romana
- 1958 : Sérénade au canon (Pezzo, capopezzo e capitano) de Wolfgang Staudte : Irma
- 1958 : Jeune Canaille (Giovane canaglia) de Giuseppe Vari
- 1958 : El Tigre de Chamberí (es) de Pedro Luis Ramírez (es) : Marisa
- 1960 : La Maîtresse du vampire (L'amante del vampiro) de Renato Polselli : Luisa
- 1961 : À huis clos (A porte chiuse) de Dino Risi : Marietta, la cameriera
- 1961 : Le Dernier des Vikings (L'ultimo dei Vikinghi) de Giacomo Gentilomo : Edith / Elga
- 1968 : Sale temps pour les mouches de Guy Lefranc : Mado
- 1968 : Les Cracks de Alex Joffé : la « dame blanche »
- 1968 : Béru et ces dames de Guy Lefranc
- 1970 : Borsalino de Jacques Deray : Lydia

### Télévision
- 1960 : Ragazza mia  (mini-série)
- 1968 : Les Dossiers de l'agence O (série TV)
  - saison 1 épisode 9 : Émile à Cannes de Marc Simenon : la maîtresse
- 1970 : Les jeudis de Madame Giulia (I giovedì della signora Giulia) (mini-série) 
  - saison 1 épisodes 1 à 4 - Teresa Foletti